# 南北国時代
南北国時代（なんぼくこくじだい）は、「統一新羅（南）が渤海（北）と並立していた」と見なす歴史認識に基づいて、主に韓国で1970年代から用いられ始めた朝鮮史の時代区分である。北朝鮮も1960年代から同様の歴史認識をしているが、「南北国時代」なる用語は使わず、渤海及び後期新羅時期（ぼっかいおよびこうきしんらじき）と表記している。
この用語は渤海を朝鮮民族の民族史に組み込む意図（朝鮮の歴史観）で用いられており、渤海の遺領を継承する中国やロシア、歴史的に渤海研究を主導してきた日本では受け入れられていない。特に中国は、中国社会科学院を中心に「古朝鮮・高句麗・扶余・渤海は歴史が一脈相通じる韓民族の歴史ではなく、古代中国の地方民族政権の歴史で、中国の歴史である」と主張し、かつ「渤海建国の主導勢力は高句麗人ではなく靺鞨族で、渤海の建国者大祚栄は渤海初期に靺鞨を正式国号に採択した」と見ているため、渤海を自国の古代国家と主張する韓国と激しく対立している。
なお、渤海を朝鮮史に組み込まない中国や日本等では、三国統一後の時代を統一新羅時代（とういつしらぎじだい、中：统一新罗时代）と称している。

## 統一新羅と渤海
満洲南部から朝鮮半島北部にかけては紀元前から高句麗が勢力を維持していたが、668年に唐と新羅の連合軍に滅ぼされた。後に唐は朝鮮半島から撤退し、新羅は高句麗故地の南部を占領した。これにより朝鮮半島が統一されたとして、以降の新羅は統一新羅と呼ばれる。一方、高句麗遺民の一部は、唐から渤海郡王に冊封され、更に渤海国王に薦められた粟末靺鞨の大祚栄の下に合流した。これにより国名は「渤海」と呼ばれる。渤海は満洲東部、ロシア沿海州から朝鮮半島北部にかけてを領土とした。渤海と新羅はほぼ全時代にわたって激しく対立した。渤海は926年に契丹に滅ぼされ、故地には東丹国がおかれたが後に南遷した。同じ頃、918年に朝鮮半島中部に高麗が興り、935年に新羅を征服した。渤海故地では混乱が続き、のちに女真族が勃興する。
韓国の研究者のなかには、韓国の歴史教科書『国史』では、「南北国時代」という用語を使用している一方で、「統一新羅」という用語も同時に使用しており、矛盾しているため、今後は使用を避けるべきではなかろうかという指摘がある。
酒寄雅志は、「李氏（李佑成、朝鮮語: 이우성、成均館大学）は、新羅末期の文人である崔致遠が『謝不許北国居上表』（『東文選』巻三三）と、渤海を指して『北国』と称したことをおもな根拠に、新羅・渤海の関係を『南北国』対立時代と想定している。しかし、日本僧空海が『遍照発揮性霊集』巻五で、『渤海日本分南北』と記していることや、『本朝文粋』巻九の大江朝綱の詩序の題に、『夏夜於鴻臚館餞北客』とみえることなどから、渤海と日本も南北といわれていたことが判明する。とすればこの『南北』は相対的な位置関係を示しているにすぎないのであって、崔致遠のいう『北国』もまたたんに新羅からみた北方に渤海が位置するだけで、当時、『南北国』対立というような統一的な国家観が存在していたとは考えられない」と評している。

## 史学史
「南北国時代」論の歴史は非常に新しい。この議論の引き金を引いたのは、北朝鮮の朴時亨の論文「渤海史研究のために」（1962年）である。それまで北朝鮮の公的史観において、レーニンの民族論をベースにして、新羅の三国統一が朝鮮準民族（ナロードノスチ）形成の契機とされていた。朴時亭以後は、三国鼎立、南北両立、そして高麗による統合という新たな歴史観が北朝鮮の公的見解となった。これにあわせて「統一新羅」は「後期新羅」（후기신라）と呼ばれるようになった。ただし、北朝鮮では「南北国」なる用語は使わず、「渤海及び後期新羅」と表記している。北朝鮮と「朝鮮の国家」としての正統性を争う韓国では、遅れて李佑成が「南北国時代と崔致遠」（1975年）を発表し、新羅と渤海の並立時代を「南北国時代」と規定した。この規定は民族主義的な韓国史学において受け入れられ、国定教科書に記述されるに至っている。ただし、北朝鮮と異なり「統一新羅」の呼称は引き続き用いられている。
朴時亨の論文「渤海史研究のために（朝鮮語: 발해사 연구를 위하여）」では、新羅時代にすでに「南北朝」という概念があったと主張しており、「南北朝」は「まさしく統一を実現しようとする同族の全体の一部である」している。韓東育は、「朴教授の学術理念を理解する上で役立つかもしれない」として、朴時亨の学術理念をこう見る。

## 渤海史を朝鮮史体系に組み入れる論拠
北朝鮮、韓国において渤海史を朝鮮史体系に組み入れる論拠は、つまるところ民族問題に収斂され、したがって北朝鮮や韓国における渤海史研究は、渤海と新羅との同族関係の証明や、高句麗-渤海の継承関係など、民族問題に集中する。
1. 建国者および支配集団の出自についてである。渤海の建国者･大祚栄や、支配集団が高句麗人であれば、渤海は、高句麗の継承者国であり、高句麗そのものであるというのである。建国者や支配集団がその王朝の性格を決定づけるもっとも重要な論点とされている[7]。
2. 渤海国内の民族構成とそこにおける支配民族の役割についてである。渤海において一貫して王朝の主体的な役割を担ったのは高句麗系であり、被支配民族である靺鞨諸族に対する支配のあり方も高句麗時代以来、変わることはなかったとみている。住民構成における靺鞨族の割合を少なく見積もったり、あるいは靺鞨族の高句麗化というような民族融合の観点を強調する傾向もある[7]。
3. 渤海王室および支配者集団の高句麗継承意識である。日本にもたらされた渤海国書のなかに「高麗（高句麗）国王」と自称している点を重視し、渤海人自身が、明確に高句麗継承意識を堅持していたとみなしている[7]。
4. 新羅との相互間における同族意識についてである。新羅は渤海を「北国」または「北朝」と呼んでいたのであるから、渤海でも同様に新羅を「南国」あるいは「南朝」と称していたと推定し、相互に南北国、南北朝という意識をもっていた（推論）ことは、同族意識が共有されていたことのあかしと断定している[7]。
5. 渤海遺民の帰趨と帰属意識についてである。渤海滅亡後に、十万余りの渤海遺民が高麗のもとに帰服した事実を重視し、ここに新羅の領域を継承した高麗を渤海人が同族と意識していたからこそ、このような行動がありえたという[7]。
6. 渤海における高句麗文化の影響についてである。渤海の墳墓、住居址、都城趾および出土遺物、仏像など、遺跡･遺物はすべて高句麗との継承関係を明白に伝えているとみなしている[7]。

## 朝鮮における南北国時代論
李氏朝鮮中期に、朴趾源は、漢王朝の領土が鴨緑江の南に広がっていたという事実を否定し、満州の渤海を朝鮮の歴史から除いた金富軾を批判し、渤海は高句麗の「子孫」だったと主張した。李圭景は、渤海の朝鮮の歴史からの除外は「それが広大な領域を占めていた」ため、「重大な誤り」だと主張した。しかし、李氏朝鮮後期、渤海の創設者が高句麗人とは考えられない靺鞨人であったことを認めるにもかかわらず、渤海を朝鮮の歴史に含める歴史家が増えた。18世紀には次のように意見が分かれていた。学者李瀷と安鼎福は渤海を朝鮮の歴史の一部と考えることを断固として拒否し、一方、申景濬と柳得恭はそれを完全に組み込んでいた。1世紀後、韓致奫と韓鎭書は、新羅のような議論のない朝鮮の王朝と等しいものとして渤海を朝鮮の歴史の中に含めた。申采浩は、渤海や夫余王国を朝鮮の歴史から除いたと『三国史記』を批判した。彼は、渤海が契丹に敗れたことを「私たちの祖先『檀君』の古代の土地の半分を…900年以上の間『失った』」と解釈した。北朝鮮の学者、およびより最近の韓国の何人かの学者は、統一新羅が朝鮮を統一したとの見解に挑戦することにより、渤海の歴史を朝鮮の歴史の不可欠な部分として組み込もうとした。この物語によると、渤海が朝鮮半島北部の旧高句麗の領土を占めながらまだ存在していたから、高麗が最初の朝鮮統一だった。
「南北国時代」論者は、南北国時代という用語の初出は新羅後期の崔致遠による『崔文昌侯全集』と主張する。崔致遠の唐への上表文では、渤海を指して「北国」と記している。しかし、渤海が新羅を「南国」と呼んだというのは史料の裏付けのない憶測に過ぎない。「南北国時代」論者は、ついで高麗時代の『三国史記』に見える「北国」用例をあげるが、都合の悪いことに、同じ『三国史記』にみえる「北朝」は北方の契丹を指している。そもそも『三国史記』には渤海関係記事はほとんどみえず、わずかに唐・新羅と渤海との紛争が記録されているにすぎない。李承休の『帝王韻紀』が歴代「東国君王」の一つとして渤海を取り上げている。
李氏朝鮮の実学者柳得恭が『渤海考』の中で、「高麗は南方の新羅、北方の渤海をあわせて南北国史を編纂すべきだったのに、これをしなかったため渤海故地をえる根拠を失い弱国となった」と主張しており、「南北国時代」論者はこれを特筆する。しかし、李氏朝鮮におけるメインストリームの見解は、『東国通鑑』に高麗太祖王建の契丹政策について「契丹之失信於渤海、何与於我。而為渤海報復。（契丹が渤海を裏切ったことなど我が国と何の関係もない、渤海のために報復をするのか）」とあり、『東史綱目』に「渤海不当録于我史（渤海は我が国の歴史に記録するにあたらない）」とあるように、渤海を自国の歴史の一部とみなさないものであったが、現在の韓国や北朝鮮では「渤海は高句麗人が建国した国であり、高句麗の継承国で、韓国史の一部である」と統一した見方をしている。この考え方は、1784年に柳得恭『渤海考』が初めに発表し、1970年代になってこの研究が盛んになり、現在では、この時代を北は渤海、南では新羅が並立した自国の「南北国時代」として国定歴史教科書にも記載し教育をおこなっている。朴チョルヒ（朝鮮語: 박철희、京仁教育大学）は、韓国の国定歴史教科書は過度に民族主義的に叙述されており、「高句麗と渤海が多民族国家だったという事実が抜け落ちている。高句麗の領土拡大は異民族との併合過程であり、渤海は高句麗の遺民と靺鞨族が一緒に立てた国家だが、これについての言及が全く無い」「渤海は高句麗遺民と靺鞨族が共にたてた国家だというのが歴史常識だ。しかし国史を扱う小学校社会教科書には靺鞨族に対する内容は全くない。渤海は高句麗との連続線上だけで扱われている」と批判している。このように、渤海を自民族の歴史と位置付ける観念は弱いため、南北国時代論者は、より自民族としての観念が強固な高句麗に渤海を結びつけようとする。あたかも渤海に独自のものが何もなかったかのような言説が韓国では広がっている。その牽強付会ぶりは、自らそれを主導してきた宋基豪（ソウル大学、朝鮮語: 송기호、英語: Song Ki-ho）ですら「もし渤海人たちが聞いたら泣いてしまうだろう」と自嘲するほどである。宋基豪は以下の主張をしている。
北朝鮮で1991年に出版された『조선전사5』（中世編）には、タイトルが「渤海と後期新羅」とされている。
전영률（朝鮮社会科学院歴史研究所所長）は、以下のように述べている。
전영률（朝鮮社会科学院歴史研究所所長）は、新羅を朝鮮の歴史における統一国家と主張することは、事実上、渤海を朝鮮の歴史から引き離すものであり、「新羅中心説」「新羅正統説」を主張することは、南朝鮮傀儡（韓国）の売国的な「北進統一」にいくつかの歴史的根拠を提供する御用行為と批判している。これに対して金東宇（朝鮮語: 김동우、国立春川博物館）は、「南北国時代」という時代区分を採用するのは、高句麗を継承した北の渤海と南の新羅が互いに存在することを認めることから始まっており、いずれかの国を卑下しては「南北国時代」という時代区分が成立しないと批判している。
「南北国時代」を自著『韓國史新論』（朝鮮語: 한국사신론、일조각、1967年）において提唱している李基白（朝鮮語: 이기백、西江大学）は、「渤海滅亡後、高麗に帰属した渤海遺民は10万人程度であり、渤海を朝鮮の歴史のなかで、統一新羅と対等に並列するのは問題ではないのか」という質問に対して、 「渤海は少数の高句麗遺民が多数の靺鞨族を支配していた国です。もし、現在靺鞨族が独立国家を成していた場合、渤海は異民族の支配を受けていた時期として靺鞨の歴史に記述されるでしょう。一方、韓国人としては高句麗遺民が統治していただけに、渤海を当然韓国史に含まなければなりません。しかし、統一新羅が朝鮮民族史の大勢を占めており、渤海は支流とすることができます」と回答している。
韓国メディアでは、朝鮮の歴史における正統性である統一新羅と渤海を対等･並列するのは妥当ではない、傍系を直系より高位にすると滑稽な家系図になるという指摘があり、李鍾旭（朝鮮語: 이종욱、西江大学）は、「現代の韓国および韓国人をつくった歴史が重要だという観点では、渤海と金は韓国人と血縁関係にないので、朝鮮の歴史の正史に入れることはできないと思います」「朝鮮の歴史の正統性は、古朝鮮、三国時代、統一新羅、高麗王朝、李氏朝鮮です。高麗王朝は、統一新羅の領土と人民をそのまま継承し、その支配体制をそのまま受け入れた。渤海は高麗王朝の建国に貢献していません。高句麗-渤海を朝鮮の歴史の正統性とみる歴史観は、目下の政治状況を合理化するための政治行為です」「渤海史は、李氏朝鮮末期まで朝鮮の歴史に割り込んだことはありませんが、光復後に歴史家の孫晋泰が『朝鮮民族史概論』を執筆し、渤海史を附録に入れました。そうするうちに1970年代に入り、韓国の歴史教科書では、統一新羅後の部分に渤海が入ってきた。2002年の第7次国定教科書改訂では、『統一新羅』がなくなって『南北国時代』と叙述して、新羅と渤海が対等に扱われます」「渤海は今日の韓国人に何を与えてくれたか。渤海滅亡時、渤海王族の大光顕が遺民数万人を連れて高麗王朝に投降し、平安道地域に定着した程度です。高麗王朝は新羅の伝統を90%以上継承した国です。王家だけが変わっただけで、支配層はほぼ新羅出身でした。渤海は今日の韓国人を形成するうえで血を分け与えたのか、渤海の制度を朝鮮は継承したのか。そのような側面から渤海が朝鮮の歴史のなかに入ってくるのは問題があると思います」と評している。

## 南北国時代の問題点
1. 渤海と新羅は同民族や政権ではない。渤海は698年に靺鞨の故地に建国され、新羅は韓族を主体として主に朝鮮南部に存在した。渤海は新羅から分離したのではなく、その建国も新羅とは無関係である。靺鞨の国家は、三韓の末裔が建立した新羅の民族とは全く異なっており、渤海と新羅の対峙は一つの統一体が二つに分裂したものではない[25][26]。
2. 渤海と新羅は同民族や政権ではないゆえに、元の統一体の継承と発展ということも、 元の統一体と同じ制度を行ったということもできず、それぞれが自らの制度を行ったのみである。渤海と新羅の制度や体制における差異は明らかである[25][26]。
3. 渤海と新羅は二つの完全に異なる民族政権である。渤海の主体民族は靺鞨であり、新羅の主体民族は韓族である。ゆえに、『旧唐書』と『新唐書』四夷伝において、一つは『北狄伝』に、もう一つは『東狄伝』に書かれており、異なる民族として取り扱われた[25][26]。
4. 渤海と新羅の住民と民族的構成は完全に異なる。新羅の民族は相対的に単一であり、韓族が支配民族であると同時に主体民族であり、人数も最多である。渤海の民族構成は、靺鞨が支配民族であり、また主体民族でもあり、人数は全人口の半分以上を占めていた[25][26]。
5. 渤海と新羅の敵対は異なる民族と国家間の闘争であり、双方の戦争は統一的趣を備えていなかった。渤海が契丹によって滅ぼされてから長い年月の後、新羅、高麗、李氏朝鮮は再び北方の開拓とその少からざる地方を発展ならびに奪取したが、あくまで開拓したのみであり、渤海の故地を統一するという意味合いをそなえていない[25][26]。

## 他国の歴史観との対立
戦前に高句麗史・渤海史の研究を行った南満洲鉄道株式会社東京支社内に設置された満鮮歴史地理調査部やその事業を東京帝国大学文科大学で移管調査した研究者（白鳥庫吉、箭内亙、松井等、稲葉岩吉、池内宏、津田左右吉、瀬野馬熊、和田清）は、高句麗人・渤海人は北方のツングース民族であり、今日の朝鮮民族の主流をなす韓族ではないと認識し、朝鮮古代史の中心を新羅と見て、満州を舞台に活動した高句麗や渤海等は「満州史」の一部であるという認識をしていた。朝鮮総督府の朝鮮史編纂事業によって刊行された『朝鮮史』には、渤海に関する記事はがほとんど収録されていない。その理由は、当時の日本人研究者の間において、渤海が朝鮮史ではなく満州史と認識されていたためである。朝鮮史編纂事業を行った朝鮮史編纂委員会の第1回編纂委員会で、その席上、李能和からの「渤海は何処へ這入りますか」という質問 に対して、稲葉岩吉は、「渤海に就きましては新羅を叙する処で渤海及び之に関聯した鉄利等の記事をも収載する積りであります」と回答している。今西龍は1930年8月22日に開かれた朝鮮史編修会第 4 回委員会の席上、崔南善からの質問に答えて「渤海も朝鮮史に関係ない限りは省きます」と発言している。また、戦前刊行された朝鮮通史である『世界歴史大系 第十一巻 朝鮮・満洲史』では、高句麗は朝鮮史と満州史の両方でとり上げられているのに対し、渤海は満州史でのみとり上げられ、朝鮮史ではほとんど記述されていない。戦後、満鮮史を批判した旗田巍も渤海史を朝鮮史の一部と見做すことに疑義を持っていたことが知られている。
田中俊明は、南北国時代の歴史観では、渤海・新羅両国が同一民族によって構成され、同族として交渉していたとして、高句麗の旧領の大半は渤海が占めており、高句麗の旧領の一部を新羅が領有したことを挙げるが、渤海・新羅両国が互いに同族意識を持っていたかのかは疑問が多く、「渤海国を構成したのは粟末靺鞨が中心」であり、新羅辺境の靺鞨は自立していただろうとして、8世紀の唐の記録には、新羅人が新羅の東北境の住民のことを、黒毛で身を覆い、人を食らう長人、ととらえていたことをうかがわせる記述があり、この異人視は、渤海・新羅両国の没交渉からくる恐怖感であり、それだけの異域であったことの証左であり、新羅の辺境であり、渤海の辺境地帯でもある地域住民に対して、これだけの異域観がみられることは、渤海・新羅両国の乖離した意識は明確であり、渤海・新羅の同族意識はうかがいようもないと指摘している。長人記事とは、『新唐書』巻二二〇・東夷伝・新羅、『太平広記』巻四八一・新羅条の以下の記事である。
王健群（吉林省文物考古研究所）は、「南北国時代」論者は、渤海は高句麗の故地を占有したので、朝鮮に編入されるべきだと主張するが、その主張には合理性がなく、その主張に従うならば、漢四郡が存在した朝鮮は中国に編入されるべきであり、古代中国の民族の興亡と疆域の変遷はよくあることであり、さらに「南北国時代」論者は、渤海を朝鮮の歴史に編入するが、高句麗と新羅・靺鞨は同族ではないため、渤海を朝鮮の歴史に組み込むことを拒否して、「南北国時代」の用語を使用しなかった金富軾の判断は少しも非合理ではなく、さらに「南北国時代」論者は、高句麗、新羅、百済を同族としているが、高句麗は濊貊、新羅、百済とも同族ではなく、新羅と百済は朝鮮半島南部の韓族であり、濊貊は朝鮮半島中・東部にあり、高句麗は夫余の別種であり、高句麗と新羅は民族に関してはいうまでもなく、国家も互いに別々である。中国の正史は、夫余と濊貊をそれぞれを分けて「傳」を作り、それらが同族ではないことを明確に示しており、朴時亨がいう「新羅は自分と同族国家である高句麗と戦った」という主張は、歴史の事実を反している、と指摘している。
横田安司は韓国で渤海を朝鮮史の一部とみなし、朝鮮史に含める南北国時代論があらわれるようになったのは日本の植民地化での民族主義史学以降である事から、渤海を朝鮮史に含み古代朝鮮の活動範囲を満州にまで広げている韓国の歴史教科書を強烈な民族主義自意識の発露と指摘している。
黄文雄は著書で、「満州族の先祖が築いた高句麗と渤海」との見出しで、「高句麗の主要民族は満州族の一種（中略）高句麗人と共に渤海建国の民族である靺鞨はツングース系で、現在の中国の少数民族の一つ、満州族の祖先である」と高句麗と渤海を満州族の先祖としている。また、黄は「ひるがえって、満州史の立場から見れば、3世紀から10世紀にかけて東満州から沿海州、朝鮮半島北部に建てられた独自の国家が高句麗（?～668年）と、その高句麗を再興した渤海（698～926年）である」とし、高句麗と渤海を満州史としている。
古畑徹は、北朝鮮学界の高句麗・渤海研究を「北朝鮮の高句麗・渤海研究が高句麗・渤海が中国史ではないという点のみに集中し、論証が自己撞着に陥り、学問的に非常に低い水準となってしまっている」と批判している。ちなみに古畑徹は、「高句麗人を自らのルーツのひとつと認識している韓国・朝鮮人だけでなく、金・清を建国した満族などの中国東北地方の少数民族もその先祖はその領域内に居た種族の子孫であり、また高句麗・渤海の中核となった人々はその後の変遷を経て漢族のなかにも入りこんでいることが明らかである。したがって、高句麗・渤海とも現在の国民国家の枠組みでは把握しきれない存在であり、かつそれを前提とした一国史観的歴史理解ではその実像に迫り得ない存在」と評している。
戦後になると石井正敏を初めとする研究者により当時の日本朝廷が国書において新羅と渤海を明確に区分していた事実が指摘されるなど更なる研究が進められ、南北国時代論の恣意的な史料解釈が批判されるなど、韓国史学会の述べる南北国時代論は日本においては定説とはなっていない。